# 로드호케투스
로드호케투스(Rodhocetus)는 신생대 에오세 중기에 파키스탄 근처에서 살았던 원시 고래이다. 속명의 뜻은 화석이 발견된 로도(Rodho)에서 따온 '로도의 고래'라는 뜻이다.

## 특징

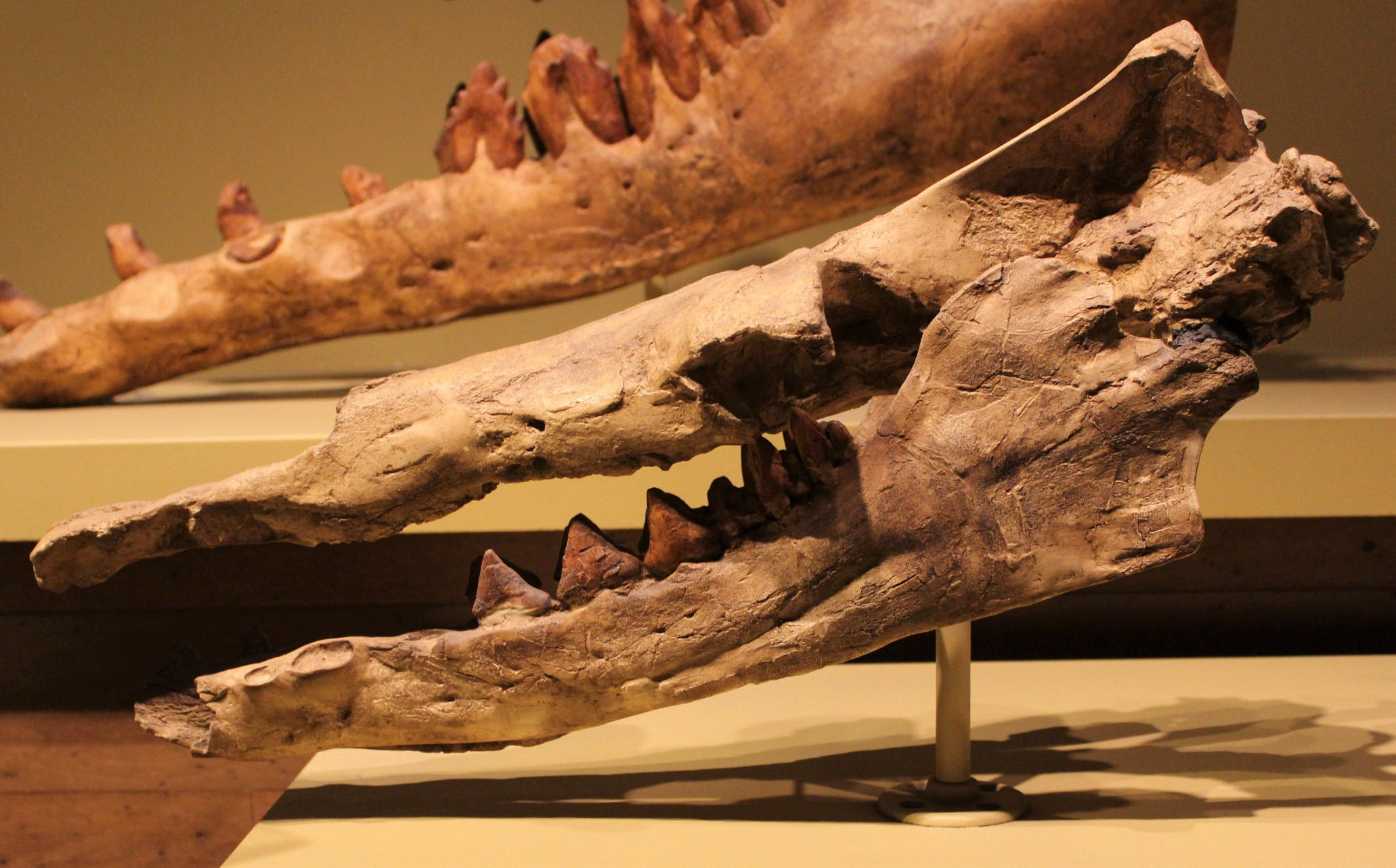
로드호케투스의 두개골

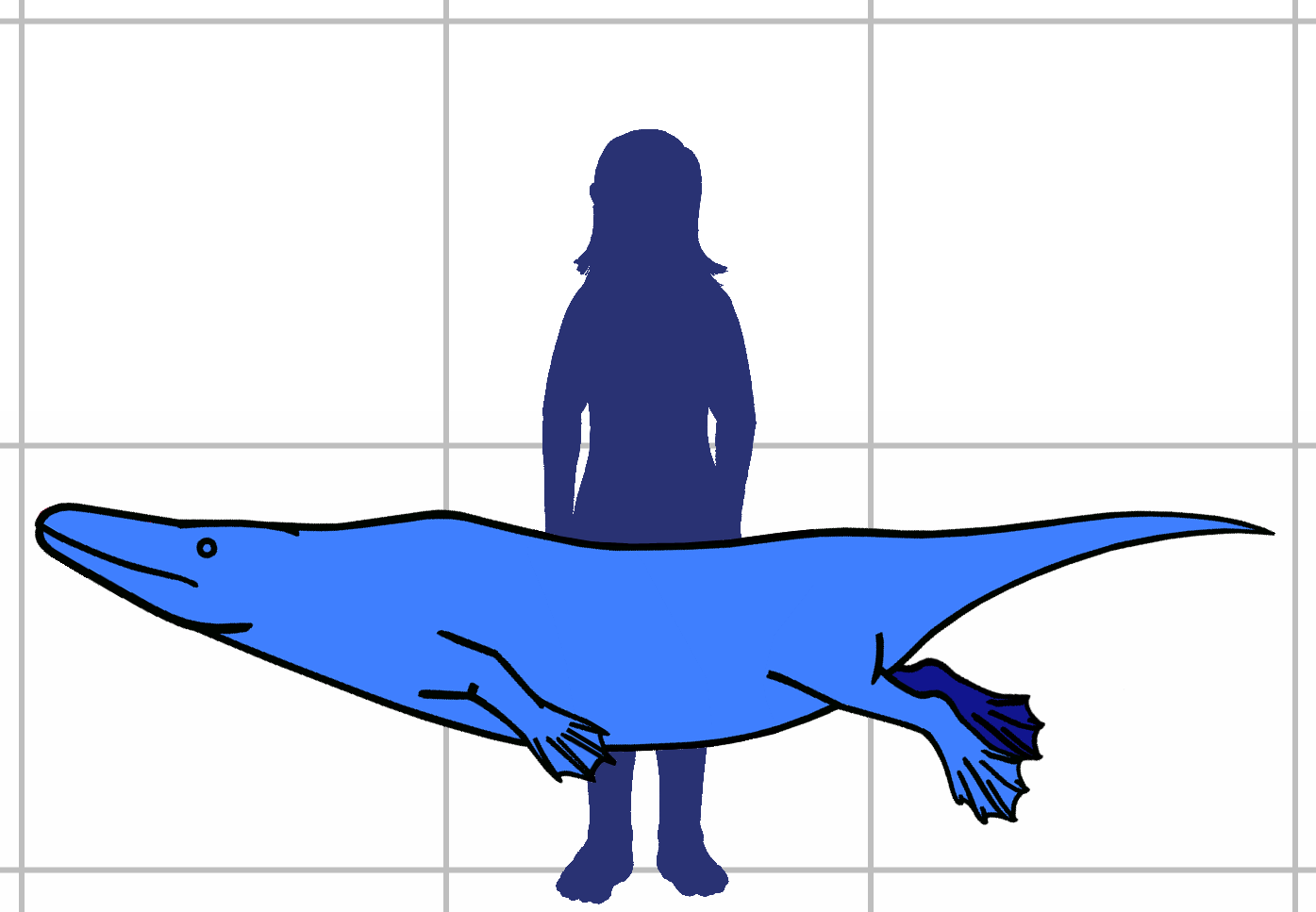
인간과의 크기 비교

로드호케투스의 몸길이는 약 2 ~ 3 미터 (6.6 ~ 9.8 ft)이고, 몸무게는 600 킬로그램 (1,300 lb)이다. 악어처럼 길쭉한 주둥이를 가지고 있었고, 긴 뒷발을 이용해 추진력을 얻으면서 수달처럼 헤엄쳤을 것으로 추정된다. 암불로케투스나 파키케투스 같은 가까운 친척들과 같이 몸에는 털들이 있었으며, 이를 통해 물 속에서 체온을 유지하고 약간의 부력 효과도 낼 수 있어 에너지 소비를 줄이고 오랫동안 헤엄치면서 어류나 갑각류, 두족류 등을 잡아먹었을 것으로 추정된다. 그러나, 지방질은 상대적으로 적어서 깊은 곳으로는 잠수할 수 없었을 것으로 추정된다.